# Condado de McKenzie (Dakota del Norte)
El condado de McKenzie (en inglés: McKenzie County, North Dakota), fundado en 1905, es uno de los 53 condados del estado estadounidense de Dakota del Norte. En el año 2000 tenía una población de 5737 habitantes y una densidad poblacional de 081 personas por km². La sede del condado es Watford City.

## Condados adyacentes
- Condado de Williams (norte)
- Condado de Mountrail (noreste)
- Condado de Dunn (sureste)
- Condado de Billings (sur)
- Condado de Golden Valley y Condado de Wibaux (suroeste)
- Condado de Richland (oeste)

## Áreas protegidas nacionales
- Little Missouri pradera nacional (parte)
- Parque nacional Theodore Roosevelt (parte)

## Demografía
En el 2000 la renta per cápita promedia del condado era de $29 342, y el ingreso promedio para una familia era de $34 091. El ingreso per cápita para el condado era de $14 732. En 2000 los hombres tenían un ingreso per cápita de $26 351 versus $20 147 para las mujeres. Alrededor del 17.20% de la población estaba bajo el umbral de pobreza nacional.
| 1910 | 1920 | 1930 | 1940 | 1950 | 1960 | 1970 | 1980 | 1990 | 2000 | Est. 2009 |
| ---- | ---- | ---- | ---- | ---- | ---- | ---- | ---- | ---- | ---- | --------- |
| 5720 | 9544 | 9709 | 8426 | 6849 | 7296 | 6127 | 7132 | 6383 | 5737 | 5799      |

## Mayores autopistas
- U.S. Highway 85
- Carretera de Dakota del Norte 22
- Carretera de Dakota del Norte 23
- Carretera de Dakota del Norte 58
- Carretera de Dakota del Norte 68
- Carretera de Dakota del Norte 73
- Carretera de Dakota del Norte 200
- Carretera de Dakota del Norte 1806

## Lugares

### Ciudades
- Alexander
- Arnegard
- Rawson
- Watford City

Nota: todas las comunidades incorporadas en Dakota del Norte se les llama "ciudades" independientemente de su tamaño

### Municipios
| - Alex - Antelope Creek - Arnegard - Blue Butte - Charbon - Elm Tree | - Grail - Hawkeye - Keene - Randolph - Riverview | - Sioux - Tri - Twin Valley - Yellowstone |

### Territorios no organizados
- Central McKenzie
- East McKenzie
- Fort Berthold
- North McKenzie
- Southeast McKenzie
- Southwest McKenzie